# Ania Niedieck

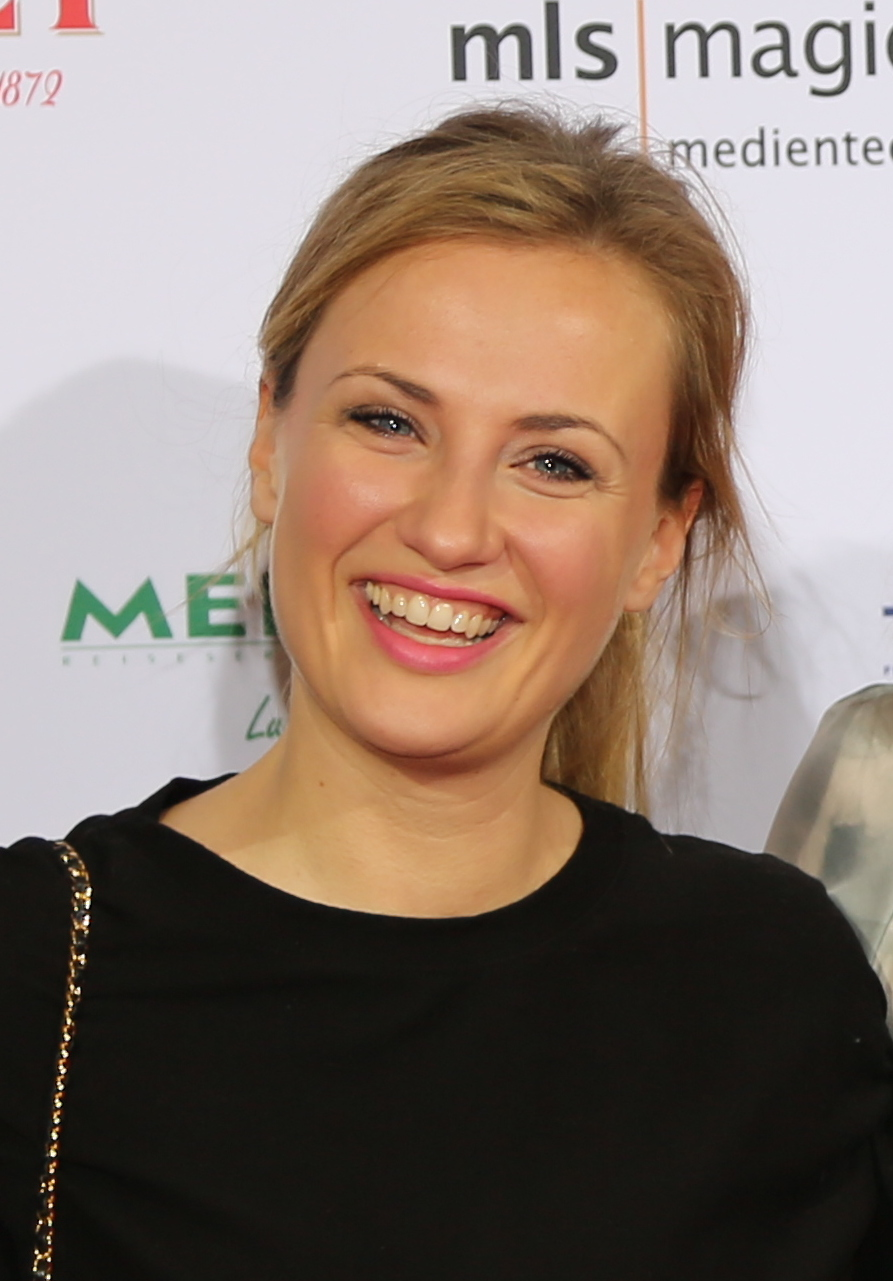
Ania Niedieck (2017)

Ania Niedieck, bürgerlich Ania Hecker (* 10. Oktober 1983 in Mettmann) ist eine deutsche Schauspielerin.

## Karriere
Von 2004 bis 2008 studierte Niedieck Schauspiel an der Arturo-Schauspielschule Köln. 2009 übernahm sie eine Rolle in der RTL-Soap Alles was zählt, die Nebenrolle Alicia Silberstein, bevor sie im April 2010 in der Hauptrolle der Isabelle Reichenbach wieder in der Serie einstieg und seitdem mit Unterbrechungen in dieser Rolle zu sehen ist. 
Nach fünf Jahren Beziehung ist Niedieck seit Juni 2015 mit dem Personalberater Chris Hecker verheiratet. Im Mai 2016 wurde ihre erste und im September 2019 ihre zweite Tochter geboren.

## Filmografie (Auswahl)
- 2005: Aneinander (Hauptrolle) (Kurzfilm)
- 2007: Verbotene Liebe (Fernsehserie, Gastrolle, zwei Folgen)
- 2007: Alarm für Cobra 11 – Entführt (Fernsehserie, eine Folge)
- 2008: Monstrum (Hauptrolle)
- 2008: 112 – Sie retten dein Leben (Fernsehserie, eine Folge)
- 2009: Lola (Hauptrolle) (Kurzfilm)
- 2009: Pastewka – Das Experiment (Fernsehserie, eine Folge)
- 2009: Der Lehrer (Fernsehserie, eine Folge)
- 2009: Alles was zählt (Fernsehserie, Nebenrolle)
- 2010: Danni Lowinski – Klassenkampf (Fernsehserie, eine Folge)
- 2010: Der letzte Bulle – Die letzte Runde (Fernsehserie, eine Folge)
- seit 2010: Alles was zählt (Fernsehserie)
- 2011: SOKO Köln – Auf immer und ewig (Fernsehserie, eine Folge)
- 2011: Mermaids (Hauptrolle) (Kurzfilm)
- 2012: Cindy aus Marzahn und die jungen Wilden (Gastrolle)
- 2013: Ein Fall für die Anrheiner (Fernsehserie, eine Folge)
- 2013: Turbo & Tacho (Fernsehfilm)
- 2016: Der Lehrer – Hab ich ’nen bösen Zwilling? (Fernsehserie)
- 2018:  Kroymann (Satiresendung, eine Folge)
- 2019: Die Klempnerin (Fernsehserie, 3 Folgen)
- 2022: Erinnerungen im Nachtwind (Kurzfilm)[4]